# Granville
|  | Per a altres significats, vegeu «Granville (desambiguació)». |

Granville és un municipi francès, situat al departament de la Manche i a la regió de Normandia.
Granville és membre fundador del Douzelage, una associació d'agermanament de 23 municipis d'arreu de la Unió Europea. Aquest agermanament actiu va començar el 1991 i s'hi convoquen esdeveniments regulars, com un mercat de productes de cadascun dels països i festivals.
| - Altea, País Valencià - Bad Kötzting, Alemanya - Bellagio, Itàlia - Bundoran, República d'Irlanda - Chojna, Polònia - Niederanven, Luxemburg - Holstebro, Dinamarca - Houffalize, Valònia | - Judenburg, Àustria - Karkkila, Finlàndia - Kőszeg, Hongria - Marsaskala, Malta - Meerssen, Països Baixos - Oxelösund, Suècia - Prienai, Lituània | - Préveza, Grècia - Sesimbra, Portugal - Sherborne, Anglaterra - Sigulda, Letònia - Sušice, República Txeca - Türi, Estònia - Zvolen, Eslovàquia |